# ももいろクリスマス2015 〜Beautiful Survivors〜
『ももいろクリスマス2015 〜Beautiful Survivors〜』（ももいろクリスマス2015 ビューティフル サバイバーズ）は、ももいろクローバーZが軽井沢スノーパークで2015年12月23日・24日・25日に開催したライブ。
Blu-ray & DVDとして、3日分を全て収録したものが発売されている。

## 概要
音楽シーンでは前例のない、極寒のゲレンデでの大規模・長時間ライブとなった（スキー場でのライブは松任谷由実が有名であるが、基本的には併設のホテル内で行われる）。群馬県・軽井沢スノーパークにて3日間開催され、氷点下にもなる状況で各日3時間近く行われた異例のイベントとなった（最低気温はマイナス1.4度）。公演のサブタイトルはBeautiful Survivors（＝素晴らしき生還者たち）であり、オープニングでは「絶対みんな生き残れよ！」という煽りとともにライブの幕が開けた。
グループ初の全国ドームツアーを目前に控え、この時点での”オールタイムベスト”を意識し、歴代の楽曲計63曲を披露した。そのためセットリストは毎日大幅にチェンジされ、新旧織り混ぜて様々な楽曲で構成された。大規模ライブ恒例の豪華ゲストやサプライズ発表もなく、シンプルなセットとゲレンデを使った密度の濃いライブパフォーマンスが繰り広げられた。メンバーは厚手の衣装に身を包んで登場したが、開始から数曲目で息を切らせコートを脱ぐシーンも見受けられた。
ステージはゲレンデの麓に設置され、斜面を活かしたオールスタンディングの客席には3日間で1万7540人が集結。メンバーがソリやスキーで滑降しながら登場し、斜面の途中で歌を披露する場面もあった。また、客席の周りで雪合戦を始めたり、クリスマスプレゼントのお菓子を配ったりし、高城れには「ももクロのゲレンデマジック少女」を自称していた。
ゲレンデからはステージ上空につながるジャンプ台が設けられ、プロのスノーボーダーとスキーヤーが滑降してきてエアを披露する演出も見どころであった。オープニングでのパフォーマンスに加え、ハーフタイムにはコンテスト形式で技を競い合うショーも展開。さらに、「行くぜっ！怪盗少女」などの曲中では、メンバーのアクロバットと共演するようにステージ上空を舞った。
１日目の最後には、アンコールの最終曲『走れ！』の落ちサビで雪が降ってくるという、思いがけない自然の演出にも恵まれた。前代未聞の3日間のライブを終え、リーダーの百田夏菜子は「私たちは道なき道を切り開いていきたくて、今回はそれができた気がします」と述べた。

## セットリスト

### Day1
PRIDEのテーマ
1. BIRTH Ø BIRTH
2. 猛烈宇宙交響曲・第七楽章「無限の愛」
3. Z伝説 〜終わりなき革命〜
4. 労働讃歌
5. 『Z』の誓い
6. ミライボウル
7. BIONIC CHERRY
8. きみゆき
9. 鋼の意志
10. サラバ、愛しき悲しみたちよ
11. サンタさん
12. 泣いちゃいそう冬
13. 白い風
14. 僕等のセンチュリー
15. オレンジノート
16. 今宵、ライブの下で
17. 一粒の笑顔で…
18. 黒い週末
19. overture ～ももいろクローバーZ参上!!～（アンコール）
20. スターダストセレナーデ（アンコール）
21. 空のカーテン（アンコール）
22. 走れ!（アンコール）

### Day2
PRIDEのテーマ
1. 泣いちゃいそう冬
2. My Dear Fellow
3. Chai Maxx ZERO
4. Link Link
5. 白い風
6. 仮想ディストピア
7. きみゆき
8. Z伝説 〜終わりなき革命〜
9. Chai Maxx
10. 月虹
11. Neo STARGATE
12. words of the mind -brandnew journey-
13. 5 The POWER
14. 『Z』の誓い
15. サンタさん
16. 今宵、ライブの下で
17. 空のカーテン
18. JUMP!!!!
19. overture ～ももいろクローバーZ参上!!～（アンコール）
20. 僕等のセンチュリー（アンコール）
21. 一粒の笑顔で…（アンコール）
22. サラバ、愛しき悲しみたちよ（アンコール）

### Day3
PRIDEのテーマ
1. サンタさん
2. 夢の浮世に咲いてみな
3. 猛烈宇宙交響曲・第七楽章「無限の愛」
4. MOON PRIDE
5. BIONIC CHERRY
6. 泣いちゃいそう冬
7. 空のカーテン
8. 一粒の笑顔で…
9. ミライボウル
10. きみゆき
11. DNA狂詩曲
12. オレンジノート
13. 僕等のセンチュリー
14. 行くぜっ!怪盗少女
15. 灰とダイヤモンド
16. 今宵、ライブの下で
17. スターダストセレナーデ
18. コノウタ
19. overture ～ももいろクローバーZ参上!!～（アンコール）
20. JUMP!!!!（アンコール）
21. 黒い週末（アンコール）
22. 白い風（アンコール）

特典映像（Blu-ray & DVD）
今宵、氷点下の下で／ももいろクリスマス2015 バスツアー音声ガイドスペシャルムービー

## 配信限定シングル「今宵、ライブの下で」
「今宵、ライブの下で」（こよい、ライブのもとで）はこの公演のテーマソングとして配信限定でリリースされたシングル。
その後、「ももいろクリスマス2015 〜Beautiful Survivors〜」Blu-ray & DVDの付属品としてCD化されており、以下がその収録曲である。
1. 今宵、ライブの下で [4:59]
作詞：只野菜摘 / 作曲・編曲：michitomo
歌詞・動画 - 歌ネット
  - かつてのトレンディドラマ仕立てのミュージックビデオが、公式動画として公開されている（YouTubeで視聴する）
2. 今宵、ライブの下で（Deep Winter MIX） [5:08]
編曲：michitomo
3. 今宵、ライブの下で（off vocal ver.）
4. ももクリ2015-WINTER SONG LIVE MEDLEY- [25:04]
  - グループ歴代の“冬の曲”を中心とした、本公演のLIVE音源メドレー

また、ライブ開催に合わせて期間限定で、45回転のアナログレコード「HIP HOP SELECTION 7inch VINYL -LIMITED EDITION-」が発売されていた。収録曲は「もっ黒ニナル果て」（4thアルバムからの先行カット）と「5 The POWER」（2ndアルバムからのカット）のヒップホップ2曲。

## ライブビューイング
3日目の公演は、『直送ももクロvol.21 平面革命「ももいろクリスマス2015 〜Beautiful Survivors〜」』として、全国の映画館とライブハウスにてライブビューイングが行われた。
現地の寒さを擬似体験できる”bitter”会場3か所（真冬に冷房の入ったライブハウスでの立ち見）と、通常の空調で観覧できる”sweet”会場20か所（映画館で着席指定）が用意され、計9498人が足を運んだ。